# ココラアベニュー

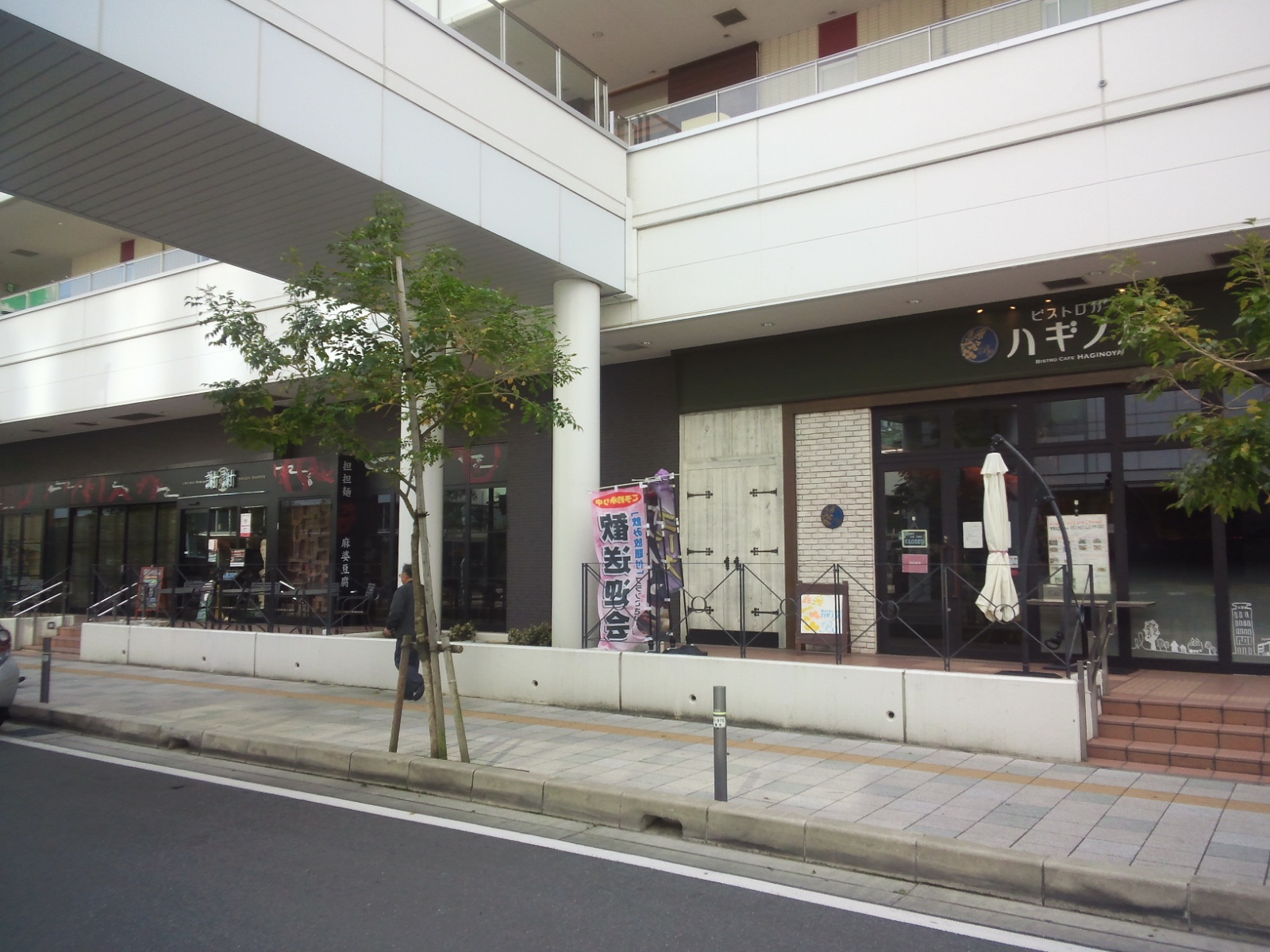
ココラアベニュー 入口

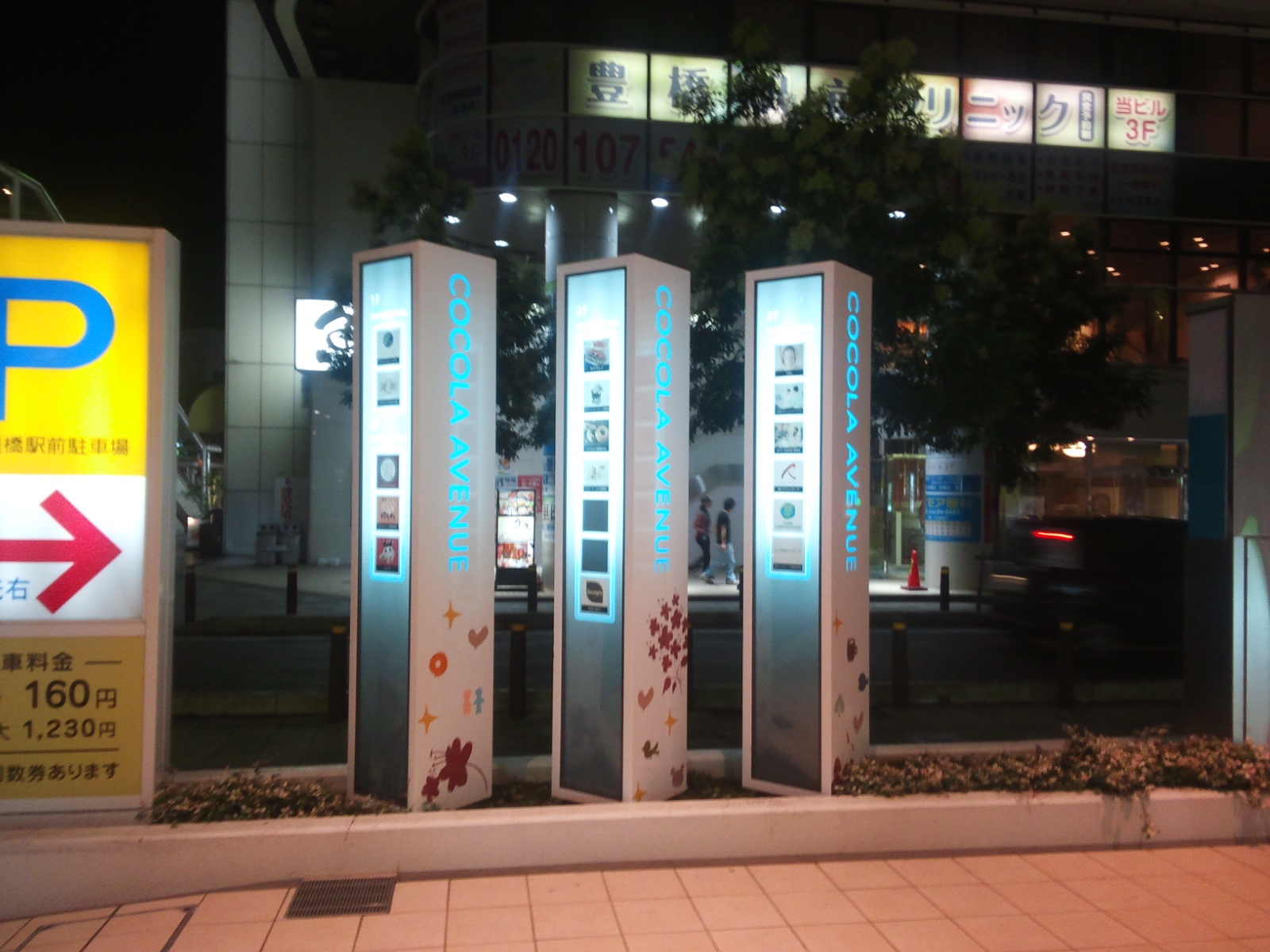
ココラアベニュー ネオンサイン

COCOLA AVENUE（ココラアベニュー）は、愛知県豊橋市駅前大通一丁目にある複合商業施設。
豊橋鉄道渥美線、新豊橋駅移転後に着工し、JR貨物が、ビルを建設、テナントを地元企業のサーラグループが賃借し、2009年（平成21年）10月に完成、同年11月にオープン。

## 施設概要
テナントスペースは、地上3階建て。14の店舗やオフィス等が入居している。2階は、隣接する豊橋駅やココラフロントとペデストリアンデッキで直結している。
駐車場は、4層5段で357台収容可能。

### 1階
- 三井住友信託銀行：豊橋支店
- チャイニーズダイニング「謝謝」
- 鮨酒肴場・はんなり：豊橋駅前店

### 2階
- カルディコーヒーファーム
- シャン・ド・エルブ（コスメ・雑貨など）
- ジョージズ
- はなまるうどん
- 豊市

豊市について
- 『ホテルならではの「東三河のヤオヤ」　アークリッシュ豊橋から、はじまります。』をコンセプトとして、同ビルテナントの中華料理店『謝謝』と隣接するホテルアークリッシュ豊橋が作る総菜やランチの販売及びイートインスペース。野菜や花き販売の「くくむ市場」、ジェラートを販売する「ジェラート・サンタ」で構成されている。2016年12月20日開設。
- また、2017年（平成29年）には退店した『ANTIQUE（ベーカリー）』の跡地を改修し、『豊市パン』を開設した。

### 3階
- ECC外語学院
- エステティックTBC
- リーブ21
- 夢コーポレーション株式会社

### 過去の入居店舗
- ドナテロウズGelato&Crepe（2009年11月20日開店 - 2010年10月6日閉店）
- 東急ハンズトラックマーケット（2009年12月12日開店 - 2010年9月26日閉店）
- Bistro Cafe ハギノ屋（はんなりへ業態変更）
- ANTIQUE（チョコリングをメインに据えたベーカリー：2017年閉店）
- COCO-SHOP（ココショップ）
- 小饅頭徳次郎（1個10円を売り文句にしていたが、最短期間で閉店）
- スガキヤ豊橋ココラアベニュー店（2019年3月31日閉店）
- サブウェイ豊橋ココラアベニュー店（2019年5月10日閉店）

## アクセス
各駅から徒歩で約1分。
- JR東海・名鉄 豊橋駅
- 豊橋鉄道 新豊橋駅
- 豊橋鉄道 駅前停留場
- 豊鉄バス 豊橋駅バスセンター